# 丁贵堂

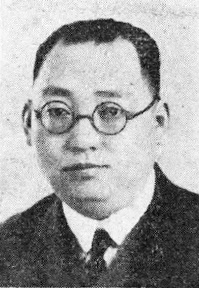
丁贵堂

丁贵堂（1891年11月18日—1962年11月21日），字荣阶，祖籍山东黄县，出生于辽宁海城，曾任中国海关副总税务司、代理总税务司。

## 生平
丁贵堂于1910年自奉天高等学堂毕业后，任教于奉天东关两等小学堂。1912年考入奉天法政学堂，后又进入北京税务专门学校就读。1916年毕业，进入安东海关工作。1919年调往北京海关总税务司署。1927年又调往上海江海关，后升任上海海关代理副税务司。1930年，出任总税务司署汉文科税务司。1934年，任总税务司署总务科税务司。后又任不管科税务司。1935年作为欧美关政特派员出国考察。回国后，仍任汉文科税务司。抗日战争期间前往重庆，于1943年出任重庆总税务司署秘书长。同年曾一度代理总税务司，这也是中国关员首次执常海关的领导权。1944年他在迪化设立迪化关，并兼任税务司。抗战结束后，他被任命为财政部京沪区财政金融特派员办公处专员，并兼任江海关税务司、浙海关税务司、上海濬浦局局长。1946年回总税务司署，任副总税务司。
中华人民共和国成立后，丁贵堂出任海关总署副署长、海关管理局局长。1951年加入中国国民党革命委员会，并曾任第一、二届全国人大代表。1962年在北京逝世，享年71岁。